# Dendrotriton
Dendrotriton är ett släkte av groddjur som ingår i familjen lunglösa salamandrar.
Dessa salamandrar förekommer i Centralamerika från delstaten Chiapas i Mexiko till Honduras.
Arter enligt Catalogue of Life:
- Dendrotriton bromeliacius
- Dendrotriton cuchumatanus
- Dendrotriton megarhinus
- Dendrotriton rabbi
- Dendrotriton sanctibarbarus
- Dendrotriton xolocalcae